# Trznadel złotobrewy
Trznadel złotobrewy (Schoeniclus chrysophrys; dawna nazwa: trznadel żółtobrewy) – gatunek małego ptaka wędrownego z rodziny trznadli (Emberizidae). Gniazduje we wschodniej Syberii, zimuje w południowych i wschodnich Chinach. Raz stwierdzony w Polsce. Nie jest zagrożony wyginięciem.

## Taksonomia
Po raz pierwszy gatunek opisał Peter Simon Pallas w 1776. Holotyp pochodził z okolic południowej Czyty w południowo-wschodniej Syberii. Autor nadał nowemu gatunkowi nazwę Emberiza chrysophrys. Obecnie (2023) Międzynarodowy Komitet Ornitologiczny podtrzymuje tę nazwę. Niektórzy autorzy umieszczają jednak trznadla złotobrewego w rodzaju Schoeniclus. Dawniej przypisywany bywał również do rodzaju Ocyris. Zsekwencjonowany został kompletny genom mitochondrialny trznadla złotobrewego; wyniki badań opublikowano w 2014. W genomie mitochondrialnym tego gatunku zawiera się 16 803 par zasad. Tempo ewolucji regionu kontrolnego mtdNA u S. chrysophrys jest wyjątkowo wolne w porównaniu do dotychczas notowanej u ptaków.
Jest to gatunek monotypowy.

## Morfologia

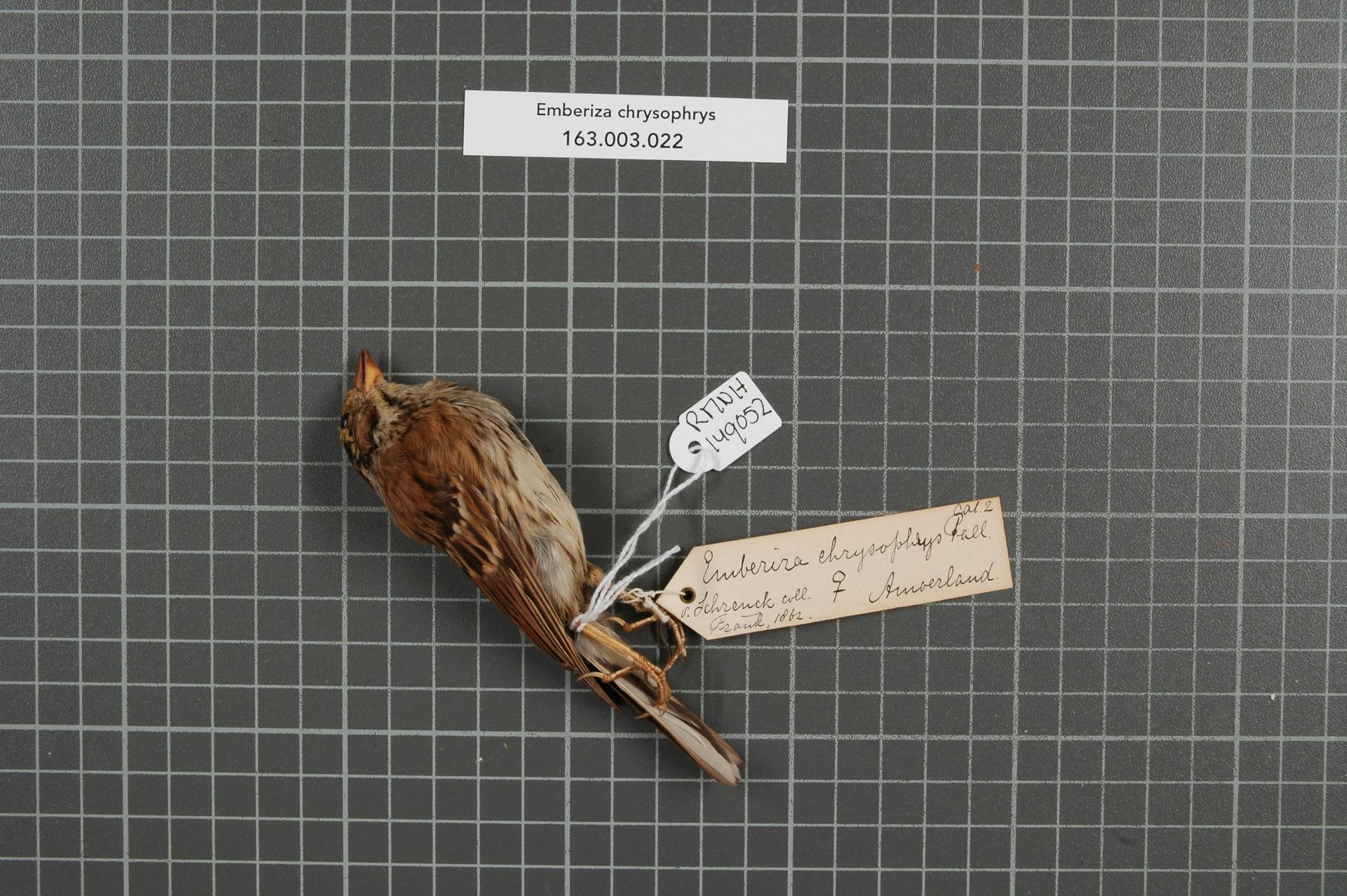
Samica, Muzeum Historii Naturalnej w Lejdzie

Długość ciała wynosi 13–15 cm, masa ciała – 15–24 g. W sylwetce odznacza się duża głowa i dość gruby dziób. Dalszy opis dotyczy osobników w szacie godowej, o ile nie zaznaczono inaczej. Ciemię czarne z wąskim białym środkowym paskiem ciemieniowym (u samic z płowym nalotem). U samic paski ciemieniowe boczne są tworzone przez pióra o brązowawych krawędziach, lecz znoszone mogą wyglądać podobnie, jak u samców. Brew żółta, jedynie z tyłu biała. Kantarek i pokrywy uszne u samców czarniawe, te drugie z małą białą kropką w tylnym górnym rogu; u samic wymienione obszary są brązowe. Pasek przyżuchwowy i gardło białe. Pasek podbródkowy czarniawy, dość dobrze widoczny. U samic pasek podbródkowy jest jaśniejszy, policzkowy zaś – słabo zaznaczony lub nieobecny. Boki szyi i kark szarobrązowe. Płaszcz dość jasny, szaropiaskowobrązowy i pokryty czarnymi pasami. Barkówki i środkowa część płaszcza z kasztanowym nalotem; u samic ów kasztanowy (opisywany również jako rdzawobrązowy) obszar na płaszczu jest jaśniejszy. Grzbiet, kuper i pokrywy nadogonowe jednolicie rdzawobrązowe ze słabo widocznymi pasami. Pokrywy skrzydłowe mniejsze szarobrązowe, średnie – czarnobrązowe z jasnopłowymi krawędziami. Lotki I rzędu ciemnobrązowe z wąskimi jasnymi krawędziami, drugorzędowe – ciemnobrązowe z rdzawobrązowymi krawędziami. Środkowa para sterówek jest rdzawobrązowa, pozostałe – ciemnobrązowe, a te z dwóch (czasami trzech) zewnętrznych par na chorągiewkach wewnętrznych mają białą plamę o kształcie klina. Pierś i boki brązowawe, wyraźnie czarniawo paskowane. Brzuch białawy, pokrywy podogonowe białawe z ciemnymi stosinami. Dziób różowy z szarą górną krawędzią dzioba i końcówką żuchwy. Skok różowy. Tęczówka ciemna, kasztanowa. W szacie spoczynkowej trznadle złotobrewe podobne są do trznadli czubatych (S. rusticus) i trznadelka (S. pusillus), lecz zachowują nieco żółci na brwi i białego paska ciemieniowego.

## Zasięg występowania
Tereny lęgowe rozciągają się na terenie wschodniej Syberii: od Irkucka, Dolnej Tunguzki i Bracka na wschód po rzekę Wiluj i Jakuck oraz na południe po Chamar-Daban (na południe od Bajkału) i Pasmo Stanowe. Prawdopodobnie obejmują również północno-wschodnią Mongolię. Ogółem granice zasięgu lęgowego są słabo poznane; północna jego granica leży w okolicach równoleżnika 65°N. Trznadle złotobrewe zimują w południowych i wschodnich Chinach, sporadycznie zalatują do Hongkongu. Według szacunków BirdLife International tereny lęgowe trznadli złotobrewych pokrywają około 2,5 mln km².
Obserwacje poza ustalonym zasięgiem występowaniaCzęsto notuje się pojawienia trznadli złotobrewych poza normalnym zasięgiem. W Polsce pierwsze stwierdzenie miało miejsce 5 października 2014 w Dąbkowicach (powiat sławieński). Wcześniej w Zachodniej Palearktyce gatunek był odnotowany 9 razy: w Belgii (1), Wielkiej Brytanii (5), Holandii (1), Szwecji (1) i we Francji (1). 22 kwietnia 2018 obserwowano jednego osobnika na obszarze Sundarbanów w dystrykcie South 24 Parganas w Bengalu Zachodnim (Indie). Było to pierwsze potwierdzone stwierdzenie w Azji Południowej. W Japonii w 2018 trznadel złotobrewy miał status rzadko zalatującego; dotychczas obserwowany był od wysp Riukiu po Hokkaido. W Korei Północnej do 2002 był notowany 4 razy, wyłącznie podczas wiosennych wędrówek. Prawdopodobnie zalatuje tam częściej, jako że w południowej części Półwyspu Koreańskiego pojawia się na tyle często, że można ten obszar uznać za leżący na trasie migracji.

## Ekologia i zachowanie
Przeważnie trznadle złotobrewe występują w lasach mieszanych z dość dużym udziałem niskich drzew iglastych rosnących wzdłuż głównych rzek i ich dopływów. W okolicy środkowego biegu Jeniseju zasiedlają między innymi otwartą tajgę na zboczach dolin rzecznych. Poza tym występują na skrajach zadrzewień (najchętniej na skrajach ponownie zarastających drzewami przecinek), w zaroślach i na terenach rolniczych z drzewami. Zdarza się jednak, że pojawiają się daleko w głąb lasu. W zimie trznadle złotobrewe przebywają na terenach porośniętych krzewami lub chwastami. Powracają na tereny lęgowe w maju lub na początku czerwca, opuszczają je zaś w sierpniu i listopadzie; przeloty trwają do listopada. Trznadle złotobrewe są dosyć skryte. Zimą i podczas wędrówek często pojawiają się w stadach z innymi trznadlami. Skład ich pożywienia w sezonie lęgowym został słabo poznany, prawdopodobnie obejmuje różnorodne latające owady i pajęczaki, jako że taki pokarm otrzymują młode.

### Lęgi

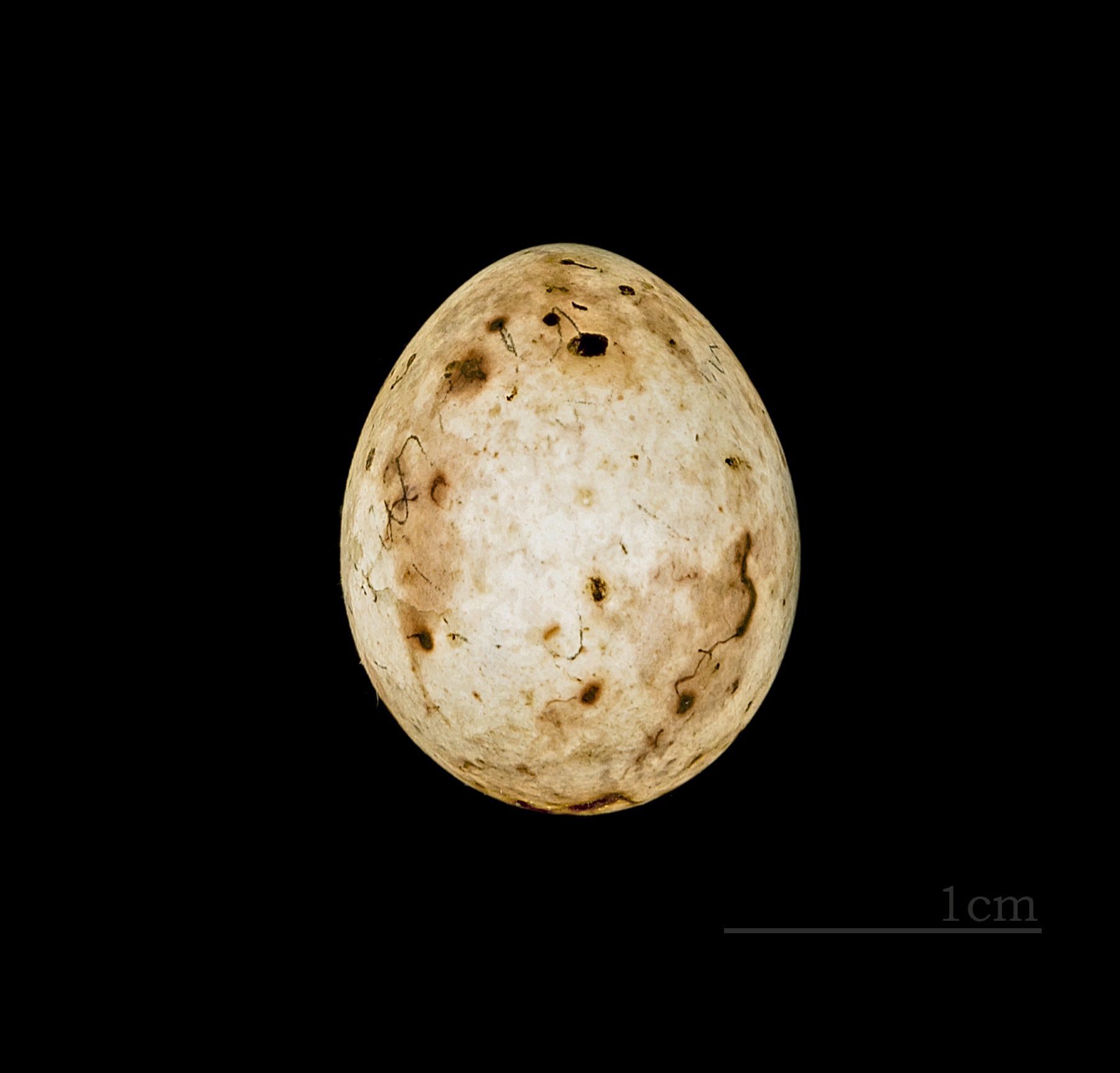
Jajo z kolekcji muzealnej

Sezon lęgowy rozpoczyna się stosunkowo późno, przeważnie w połowie czerwca (czasami od jego początku), a pierwsze zniesienia przypadają nawet na połowę lipca. Nie jest pewne, czy trznadle złotobrewe mogą wyprowadzać dwa lęgi w roku. Gniazdo ma formę luźnej i raczej bezładnej masy suchych traw o długości do 60 cm; niekiedy szczególnie długie fragmenty wystają po bokach gniazda. Wyściółkę stanowią delikatniejsze trawy i sierść, często łosia lub końska, a niekiedy również mchy. Przeważnie gniazdo umieszczone jest na wysokości od 1 do 2 m nad ziemią (choć znajdowano je od poziomu podłoża do 44 m nad nim), blisko głównego pnia drzewa lub krzewu; często wybierana jest niska sosna lub świerk. Zniesienie liczy od 3 do 5 jaj. Skorupka jest matowa, jasnoszara lub kremowobiała, pokryta szarofioletowymi plamami, nieregularnymi brązowymi paskami, ciemnymi liniami czy spiralami. Inkubacja trwa 11–12 dni. Wysiadują obydwa ptaki z pary.

## Status, zagrożenia i ochrona
IUCN uznaje trznadla złotobrewego za gatunek najmniejszej troski nieprzerwanie od 1988 (stan w 2022). BirdLife International uznaje trend liczebności populacji za stabilny ze względu na brak widocznych zagrożeń. W 2010 określony jako „nieczęsty” (oryg. uncommon) w większości zasięgu. Według autorów HBW Alive (bez podanej daty; dostęp 2019) lokalnie pospolity w okolicach środkowego biegu Jeniseju.
Na terenie Polski gatunek ten jest objęty ścisłą ochroną gatunkową.